# Christoffer von Warnstedt
Christoffer Wernstedt, död 29 november 1627, var en svensk ämbetsman. 

## Biografi
Christoffer Wernstedt var son till Melchior von Warnstedt till Triglitz och Zahren i Brandenburg och Emerentia von Linstow. Han
var 1583 anställd vid hovet hos Kristofer av Mecklenburg. Han överflyttade samma år till Sverige, där han fick tjänst vid Johan III:s hov och 1586 gifte sig med hertig Magnus dotter Lucretia, tidigare liksom Christoffer Wernstedt knuten till det mecklenburgiska hovet. Genom giftermålet erhöll han rika förläningar av Johan III och hertig Karl, bland annat Utål i Roslags-Bro socken, som Wernstedt gjorde till sätesgård. 
Fram till 1600 var hans offentliga verksamhet i stort sett begränsad till hovtjänsten. Samma år fick han fullmakt som ståthållare på Uppsala slott. Wernstedt representerade den nya typ av statstjänstemän som Karl IX i stor utsträckning utnyttjade, sedan den gamla högadelns inflytande brutits. Utan att spela någon politisk roll genomförde Wernstedt med framgång en mängd uppgifter, främst av kameral natur, vilka föll på ståthållaren. Hans kunskaper inom området kom att tas i anspråk, då Gustav II Adolf utsåg honom till medlem av kommissionen för uppbärandet av Älvsborgs lösen i Uppland 1614. 
1618 lämnade Wernstedt ståthållarämbetet i Uppsala mer erhöll 1620 ett vidsträcktare arbetsfält genom utnämningen till ståthållare över Norrland och Österbotten. Under upprepade resor ingrep han verksamt för att befrämja länets utveckling. Wernstedts namn är bland annat knutet till städer han lät grunda och andra åtgärder för att stimulera näringslivet. Redan 1622 lämnade Wernstedt, som då troligen var ganska gammal, sin ståthållarbefattning. Med sin praktiska begåvning förenade Wernstedt ett rikt religiöst intresse. Han bekostade och tog sannolikt även initiativet till översättningen och utgivningen av Then Tydska Theologia. 
Christoffer von Warnstedt begravdes i det Wernstedtska gravkoret i Uppsala domkyrka. Han omtalas i Messenii rimkrönika om Finland såsom "en ärlig, gudfruktig, from och av hela landet älskad man".

### Familj
von Warnstedt gifte sig i februari 1586 med Lucretia Magnusdotter (1560–1624), dotter till hertig magnus av Östergötland och Valborg Eriksdotter. De fick tillsammans barnen Carl von Warnstedt (1587–1607), överstelöjtnanten Johan von Warnstedt (1590–1628), Magnus von Warnstedt (död på 1620-talet), Christina von Warnstedt (1600–1654) som var gift med översten Otto von Sack och landshövdingen Melcher von Warnstedt (1602–1655) i Österbottens län.

## Ämbeten
- Häradshövding i Sollentuna härad 1601

## Familj
Gift med Lucretia Magnusdotter (Gyllenhielm). Med henne hade han barnen
1. Carl, 1587—1607. Begravd i Uppsala domkyrka.
2. Johan von Wernstedt, 1590—1628. Överste, gift med Anna Claesdotter Kyle till Harlinge.
3. Magnus, d. 1626.
4. Christina Wernstedt till Kydingeholm, 1600—1654. Begravd i Uppsala domkyrka, gift med Otto von Sack.
5. Melcher Wernstedt, 1602—1655. Landshövding, gift med Christina Ribbing.